# 瓦雷讷 (安德尔-卢瓦尔省)
瓦雷讷（法語：Varennes，法語發音：[vaʁɛn] ⓘ）是法国安德尔-卢瓦尔省的一个市镇，位于该省东南部，属于洛什区。

## 地理
瓦雷讷（47°4'10"N, 0°54'57"E）面积11.07 平方千米，位于法国中央-卢瓦尔河谷大区安德尔-卢瓦尔省，该省份为法国中西部省份，北起萨尔特省、东北接卢瓦-谢尔省，东南接安德尔省，南至维埃纳省，西临曼恩-卢瓦尔省。
与瓦雷讷接壤的市镇（或旧市镇、城区）包括：锡朗、埃沃勒穆捷、洛什、穆宰、圣瑟诺克。

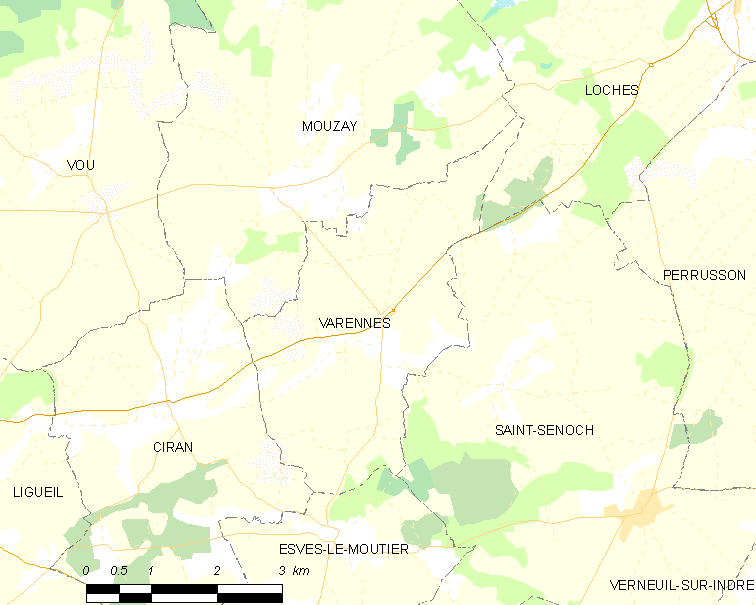
的OSM定位图

瓦雷讷的时区为UTC+01:00、UTC+02:00（夏令时）。

## 行政
瓦雷讷的邮政编码为37600，INSEE市镇编码为37265。

## 政治
瓦雷讷所属的省级选区为笛卡尔县。

## 人口

1962-2008年间人口变化图示

瓦雷讷于2022年1月1日时的人口数量为254人。